# Майкъл Мърфи (писател)
Майкъл Мърфи е сътрудник в основаването на Институтът „Есален“, и ключова фигура в Движението за човешки потенциал и автор на много книги, както фантастика, така и научна литература, свързани с темите за необикновените човешки възможности и потенциал.

## Биография
Майкъл Мърфи е роден през 1930 г., с майка, произхождаща от семейство на Баски и баща с ирландски произход, в Салинас (Калифорния). Говори се, че Джон Стайнбек е създал литературните си герои в поема Езток от Рая, Арон и Кал, по модел на Мърфи и неговия по-малък брат Денис (Стайнбек е семеен приятел от рождението си).

### Университет
През април 1950 г., записвайки се за предварителна програма по медицина в Станфордския Университет, по погрешка влиза по време на лекция за сравнителен анализ на рилигиите. Тази лекция разпалва огънчето на интереса му към обединяването на Източната и Западната мисъл, и се записва в групата. Впоследствие започва занимания с медитация.
На 15 януари 1951 г., по време на медитация до езерото Лагунита в Станфорд, той преживява нещо, което той нарича „център на момента“, след което напуска програмата по медицина с едно ново виждане за целта на живота.
Продължава редовното си обучение и завършва Психология с бакалавърска степен през 1952 г. в Станфордския Университет.
След дипломирането си, е избран от Американската армия да служи като психолог в период от две години в Пуерто Рико. Завръща се във Станфорд за още два семестъра по Философия, след което, през 1956 г. заминава за Индия.

### Индия
През 1956 г. и 1957 г. Мърфи практикува медитация в продължение на 18 месеца в Ашрама на Шри Ауробиндо в Пондичери, Индия. Изглежда, че идеите му за връзката между човешката еволюция, човешкия потенциал и духовното развитие, се развиват допълнително тук.

### Основаването на Института Есален
През 1960 г., живеейки в сградата на Сдружението за Културно Интегриране към Ашрама на Шри Ауробиндо в Сан Франциско, той се запознава с Дик Прайс, колега също завършил Станфордския Университет. През 1962 г., заедно основават Института Есален в Биг Сур, щата Калифорния, на територията на 127 акра земя (0.51 km²), собственост на семейството на Мърфи. (Някога, естествени топли извори са били част от занемарения курорт (Big Sur Hot Springs), пазен от младия охранител Хънтър С. Томпсън)
През 1972 г., Мърфи се оттегля от активното управление на Есален, за да пише повече. Остава председател на борда на института, и продължава да бъде ключов участник в изследователските проекти на Центъра по Теория и Научно изследване на Инстиута Есален. Понастоящем, със сезалище в Сосалито, Калифорния.

### По-нататъшни приноси
През 80-те години, организира Руско-Американска Програма за Обмен към Института Есален, която служи като уникална форма на гражданска дипломатичност. Програмата поставя началото на процеса, с допускането на първата визита на Борис Елцин в Съединените щати през 1990 г.
През 1992 г. публикува Бъдещето на тялото, една огромна историческа колекция, съпоставяща различни култури, документираща разнообразни случки и събития за удивителната човешка природа, функционираща както за лекуване, така и за редица други области, като например: хипноза, телепатия, ясновидство, бойни изкуства, йогийски техники и др, които са изключителна проява на свръх-човешка сила. Вместо да представи такава документация като научно доказателство, той я представя като голямо количество доказателства-данни, които да послужат като мотивация за по-нататъшни изследвания.
Също и като ненаситен играч на голф, написва две балетристични книги, в които свързва голфа с човешкия потенциал. Романът „Голф в Кралството“ е постоянно преиздаван от отпечатването му през 1972 г. и става бестселър на всички времена, на тема голф и категоризиран като класика в спортната литература. През 1992 г. създава Дружеството „The Shivas Irons“, организация за откриване на трансформиращия потенциал на спорта. В сътрудничество с филмовия продуцент Минди Афрайм, правят пълнометражен филм-адаптация по романа „Голф в Кралството“. Режисиран от Сюзън Стрейтфилд и актьорския състав – Дейвид О’Хара, Мейсън Гембъл, Малкълм Макдауъл и Франсис Фишър.
След това излиза хвалебствен едночасов телевизионен документален филм озаглавен ГОЛФЪРИ В КРАЛСТВОТО, режисиран от Елън Спиро (Същността на войната).